# Luhrsen-Nunatak
Der Luhrsen-Nunatak ist ein Nunatak im ostantarktischen Viktorialand. Er ragt 5 km südsüdöstlich des Mount Alford am südöstlichen Ende der Helliwell Hills in den Usarp Mountains auf.
Der United States Geological Survey kartierte ihn anhand eigener Vermessungen und mithilfe von Luftaufnahmen der United States Navy aus den Jahren zwischen 1960 und 1963. Das Advisory Committee on Antarctic Names benannte ihn 1970 nach Richard H. Luhrsen, Assistent des Repräsentanten des United States Antarctic Research Program auf der McMurdo-Station von 1967 bis 1968.